# 113 г. пр.н.е.
113 (сто и тринадесета) година преди новата ера (пр.н.е.) е година от доюлианския (Помпилийски) римски календар.

## Събития

### В Римската република
- Консули са Гай Цецилий Метел Капрарий и Гней Папирий Карбон.
- Начало на Кимврийската война (113 – 101 г. пр.н.е.). Консулът Гней Папирий Карбон и армията му са разбити от кимврите и тевтоните в битката при Норея.[1]

### В Нумидия
- Югурта напада владенията на Адхербал в опит да провокира контраатака, която да представи пред приятелите си в Рим като уместна причина за свалянето на Адхербал от трона.[2]

### В Азия
- Митридат VI поема едноличната власт в Понт като хвърля в затвор майка си Лаодика VI и по-малкия си брат Митридат Хрест, което му позволява да започне да изгражда черноморската си империя.[1][notes 1]

## Починали
- Лаодика VI, царица на Понт
- Митридат Хрест, принц и съвладетел на царство Понт
- Децим Юний Брут Калаик, римски политик и военачалник (роден 180 г. пр.н.е.)

Бележки:
1. ↑  Или 115 г. пр.н.е.